# Martin Stephens
Martin Stephens (* 15. Juli 1949 in Southgate, heute Teil von London) ist ein britischer ehemaliger Schauspieler. Als Kinderdarsteller wurde er vor allem durch seine Rollen in den Horrorfilmen Das Dorf der Verdammten und Schloß des Schreckens bekannt.

## Leben
Stephens begann seine Schauspielkarriere bereits mit fünf Jahren mit einer Nebenrolle im preisgekrönten britischen Nachkriegsdrama Das geteilte Herz aus dem Jahr 1954. Seine nächste größere Filmrolle hatte er 1958 in dem Drama Herz ohne Hoffnung an der Seite von Lana Turner und Glynis Johns. Im darauffolgenden Jahr war er als Filmsohn von Deborah Kerr in Jean Negulescos Komödie Französische Betten (1959) zu sehen. 
Eine seiner bekanntesten Rollen spielte Stephens mit 12 Jahren in dem Science-Fiction-Horrorfilm Das Dorf der Verdammten (1960), basierend auf dem Roman Kuckuckskinder von John Wyndham. Darin spielte Stephens an der Seite von George Sanders die zentrale Rolle des David Zellaby, Anführer einer Gruppe finsterer Hybridkinder, die ein englisches Dorf in Unruhe versetzen. Später kommentierte Stephens zu der Rolle: „Ich wusste, dass es eine ungewöhnliche Rolle war. Ich mochte sie insgeheim ... diese sehr erwachsenen Eigenschaften und die Kontrolle über den Erwachsenen. Stell dir vor, du hättest diese Macht.“
Im darauffolgenden Jahr war Stephens in einem weiteren Klassiker des Horrorgenres zu sehen, und erneut in einer Rolle als unheimlich wirkendes Kind. In Schloß des Schreckens (1961), einer Verfilmung des Romanklassikers The Turn of the Screw von Henry James, verkörperte er den im viktorianischen Zeitalter lebenden Jungen Miles, der möglicherweise von dem Geist eines verstorbenen Hausdieners besessen ist. Wieder spielte er dabei an Deborah Kerrs Seite. Im Anschluss an Das Dorf der Verdammten und Schloß des Schreckens galt Stephens als Englands gefragtester Kinderstar und hatte einen internationalen Fanclub. Jedoch entschlossen sich seine Eltern, für einige Zeit keine weiteren Filmangebote für den Jungen anzunehmen, damit er sich auf seine Schullaufbahn konzentrieren konnte.
Erst über drei Jahre später kehrte Martin Stephens als Jugendlicher wieder vor die Kamera zurück, für Nebenrollen in dem Hollywood-Drama Kampf in der Villa Fiorita (1965) und dem Horrorstreifen Der Teufel tanzt um Mitternacht (1966). Mit 18 Jahren entschied er sich, seine Schauspielerkarriere abzubrechen, und studierte stattdessen Architektur in Belfast. Er arbeitete später als Architekt sowie als Lehrer für Mediation in seiner Heimatstadt London. Im Jahr 2006 war Martin Stephens als Interviewpartner in der Fernsehdokumentation British Film Forever zu sehen. Nach Angaben von 2013 leben er und seine Ehefrau inzwischen in Portugal.

## Filmografie
- 1954: Das geteilte Herz (The Divided Heart)
- 1958: Herz ohne Hoffnung (Another Time, Another Place)
- 1958: Herzlich willkommen im Kittchen (Law and Disorder)
- 1958: Die Pranke des Tigers (Harry Black)
- 1958: Passionate Summer
- 1959: Französische Betten (Count Your Blessings)
- 1959: Armchair Theatre (Fernsehserie, Folge 3x52)
- 1959: Der Mitwisser (The Witness)
- 1959: Die liebestolle Familie (Please Turn Over)
- 1959–1960: Tales from Dickens (Fernsehserie, 4 Folgen)
- 1960: Hochverrat mit Hindernissen (A Touch of Larceny)
- 1960: Das Dorf der Verdammten (Village of the Damned)
- 1960: No Kidding
- 1961: Der Höllenfeuerclub (The Hellfire Club)
- 1961: Schloß des Schreckens (The Innocents)
- 1962: Festival (Fernsehserie, Folge 3x02)
- 1965: Kampf in der Villa Fiorita (The Battle of the Villa Fiorita)
- 1966: Der Teufel tanzt um Mitternacht (The Witches)